# Euclimacia partita
Euclimacia partita is een insect uit de familie van de Mantispidae, die tot de orde netvleugeligen (Neuroptera) behoort. 
Euclimacia partita is voor het eerst wetenschappelijk beschreven door Enderlein in 1910.